# Glossamia
Glossamia – rodzaj ryb z rodziny apogonowatych.

## Klasyfikacja
Gatunki zaliczane do tego rodzaju:
- Glossamia abo
- Glossamia aprion
- Glossamia arguni
- Glossamia beauforti
- Glossamia gjellerupi
- Glossamia heurni
- Glossamia narindica
- Glossamia sandei
- Glossamia timika
- Glossamia trifasciata
- Glossamia wichmanni